# Димитър Мосинов
Димитър Николов Мосинов е български офицер (полковник), герой от Сръбско-българска война (1885).

## Биография
Димитър Мосинов е роден на 12 април 1852 година (стар стил) във Велико Търново. Завършва Самоковската семинария, след което учителства. Взема участие в Руско-турската война (1877 – 1878) като доброволец в 60-и пехотен замоскци полк, с който участва в сраженията при Шипка. През 1879 година завършва Одеското военно училище, след което служи в Източнорумелийската милиция.
На 7 септември 1885 година със заповед №1 по народната войска на Южна България относно мерките за мобилизация и защита на Съединението, издадена от майор Данаил Николаев, от 1-ва пловдивска дружина се формират 1-ва, 3-та и 4-та пловдивски дружини, като капитан Мосинов се назначава за временен командир на 3-та дружина.

### Сръбско-българска война (1885)
На 9 септември със заповед №4 по българската войска с която се обявява съставът на главната квартира и отрядите, издадена от началник-щаба капитан Рачо Петров, дружината на капитан Мосинов става част от Ямболския отряд. Към 13 септември дружината се състои от 4 роти и е с численост 784 души.
На 4 ноември се създава т.нар. Задбалкански корпус и дружината на Мосинов влиза в състава на Конарския полк от 2-ра пехотна дивизия на корпуса. Заедно с поверената му дружина участва в Пиротското сражение (14 – 15 ноември). Пълното описание на движението на дружината от началото на войната до самия ѝ край капитан Мосинов дава в релацията „Релация за действията на 3-та пловдивска дружина от конарския пех. полк“ от 19 ноември, написана в Нишор и изпратена до полковник Данаил Николаев.
През 1886 година капитан Мосинов участва в детронацията на княз Александър I Батенберг, командвайки 1-ва дружина от 2-ри пехотен струмски полк. След контрапреврата емигрира в Турция. По-късно се завръща и е приет отново на служба. Служи в седемнадесети пехотен доростолски полк и осемнадесети пехотен етърски полк. Уволнява се на 23 април 1894 г. От 26 февруари 1903 г. е в опълчението.
През Балканската война (1912 – 1913) командва 1-ва дружина от 34-ти пехотен троянски полк.
Полковник Димитър Мосинов умира през 1942 година в София.

## Военни звания
- Подпоручик (12 април 1879)
- Поручик (9 юни 1881)
- Капитан (2 март 1884)
- Майор (1888)
- Подполковник (2 август 1893)
- Полковник